# Balloon
Balloon（バルーン）は、株式会社FOWDから2017年7月にリリースされた、スマートデバイス向けのチャットフィクション（チャット小説）アプリ。従来のケータイ小説に比べ、先の展開が分からないドキドキ感や、そのチャットに自分が参加しているかのような没入感を楽しむことができる。

## 概要
世界初の連載型チャット小説アプリとしてリリースされたBalloon。公式作品だけでなく、一般ユーザーも簡単にチャット小説を投稿できる点が特徴。作品ジャンルは恋愛・ホラー・ミステリーをはじめ、多岐に渡る。またアプリ版の他に、パソコンおよびモバイルブラウザ向けのWeb版も提供されている。
公式キャラクターとして、シマエナガをモチーフにした「ばるんちゃん」が存在する。

## チャット小説大賞
全く新しい日本初の小説大賞としてチャット小説大賞を創設。2018年12月26日から2019年3月31日までで385作品の応募が集まり、その中から9作品が最終候補作品としてノミネートされ、2019年7月に授賞式が行われた。特別審査員としてSeventeen専属モデルの久間田琳加も参加し、大賞の『隣の席の江田君は』には賞金100万円の授与と作品のメディア化が決定した。
| 賞              | 作品名                   | 作者   |
| --------------- | ------------------------ | ------ |
| 大賞            | 隣の席の江田君は         | 春ルナ |
| 優秀賞          | 私の裏稼業。             | 実     |
| Balloon編集部賞 | 男装がバレてヤバそうです | くるむ |

## メディア展開・タレントコラボ作品

### with u 〜彼が夢を見つけた日〜
ダンス＆ヴォーカルグループlolの2nd アルバム『lml』の1曲である「with u」をイメージした、オリジナルのチャット小説『with u 〜彼が夢を見つけた日〜』が2018年11月7日より公開された。

### 遥か隣りで / 遥か隣りでII
2018年11月23日より公開された、元ベイビーレイズJAPANの渡邊璃生が「工藤了」として創作したチャット小説『遥か隣りで』。宇宙船に乗る男と架空の地球に住む女の子のスマホのやり取りの中で生まれるせつないやり取りが描かれている。
また、同年3月25日には、続編として『遥か隣りでII』が公開された。
その後、6月29日に『遥か隣りで/遥か隣りでII』の2作が銀座九劇アカデミアにて朗読劇として上演。工藤了本人の監修のもとキャストオーディションが実施され、戦時中の地球の国プリンシピオに住むミト役に山﨑果倫、地球から遠く離れた宇宙船に住むよかぜ役に佐野舞香、その同寮のあまね役に寄川未結が選ばれた。

### 新ニコラ学園恋物語 Balloon出張編
新潮社が発行するローティーン向けファッション雑誌『nicola（ニコラ）』の公式サイト「ニコラネット」で展開されている「新ニコラ学園恋物語」の人気10作品をチャット小説化し、2018年12月3日よりBalloon内で掲載された。

### 僕なら、泣かせたりしない
Balloon内の人気作品である『僕なら、泣かせたりしない』がSNS上で展開するドラマ（ソシャドラ）として、2019年2月18日より、ソシャドラ公式SNSアカウントにて各話140秒、全15話が配信された。高校生の日常を舞台に、ティーンに絶大な人気を誇るSeventeenモデルの「久間田琳加」、個性派メンズモデルで最近では俳優としても活動している「ゆうたろう」、恋愛リアリティショーで話題となったメンズモデル「内藤秀一郎」、 Z世代の代表格として10代に絶大な人気を誇る「木村なつみ」の4名が共演する恋愛ストーリー。主題歌には吉田凜音の「#film」が起用された。
また、各キャストの特別インタビューも後日Balloonのアプリ内で公開された。
さらに同年2月26日には、描きおろしエピソードを追加し、小学館より書籍として販売が開始。チャットのような吹き出しのセリフだけで物語がすすむ、「チャット小説」の形式がそのまま採用された。イラストはSho-Comi人気作家、きみど莉央が担当した。

### あしたくるみらい
ボーイズグループXOX（キスハグキス）でメインボーカルを務める安井一真が創作したチャット小説。2019年2月26日より公開された。

### 人殺しの君へ
デザイナー、モデル、タレント、俳優と多岐にわたり活躍するこんどうようぢが書き上げた、芸能界を知るからこそ描くことのできる芸能サスペンス小説。作品は3部作構成となっており、2019年7月23日より第1部が公開。同年11月15日に第2部が公開された。

### はじめて会ったあの日から
ロックバンドsuga/es（シュガレス）でドラムを務める広瀬ちひろが創作したチャット小説。2019年8月1日より公開された。

### 幼馴染がYouTuberになりまして
Balloon内で高い人気を誇った『幼馴染がYouTuberになりまして』が、チャット小説史上初となるAmazon の Kindle ダイレクト・パブリッシング （KDP）での販売を2019年8月17日より開始。チャットのような吹き出しのセリフだけで物語がすすむ、「チャット小説」の形式をそのまま採用している。また、電子書籍化に合わせて、『ビブリア古書堂の事件手帖スピンオフ こぐちさんと僕のビブリアファイト部活動日誌』（KADOKAWA刊）などを手がける人気漫画家・葵季むつみを起用し、描き下ろしのイラストを表紙と中面に掲載。

### 白い紅旗
元ベイビーレイズJAPANの渡邊璃生が「工藤了」として創作するチャット小説の第2弾として、2019年10月18日より公開。
同年12月7日には渋谷のl'atelier by apcにて朗読劇として上演。工藤了本人の監修のもとキャストオーディションが実施され、物語の主人公である謎の青年リス役に鈴木康介、政府に反抗する青年ユスカ役に小原汰武、ユスカの妹でリスに協力をしてくれるシイカ役に寺本莉緒、反抗組織の一員のダン役に白石惇也が選ばれた。